# Jesse Andrews (scénariste)
Pour les articles homonymes, voir Jesse Andrews et Andrews.
 (mai 2021).
Si vous disposez d'ouvrages ou d'articles de référence ou si vous connaissez des sites web de qualité traitant du thème abordé ici, merci de compléter l'article en donnant les références utiles à sa vérifiabilité et en les liant à la section « Notes et références ».
Jesse Andrews est un écrivain et un scénariste américain né en 1982 en Pennsylvanie.

## Biographie
Jesse Andrews est connu pour son premier roman publié en 2012, Me and Earl and the Dying Girl, il écrit aussi l’adaptation cinématographique de 2015. Il a écrit ses deux autres romans The Haters en 2016 et Munmum en 2018. Il participe à l’écriture du script de Luca avec Mike Jones pour Pixar Animation Studios. Il officialise également son premier film en tant que scénariste-réalisateur : Empress of Serenity.

## Filmographie sélective
- 2015 : This Is Not a Love Story de Alfonso Gomez-Rejon
- 2018 : Every Day de Michael Sucsy
- 2021 : Luca de Enrico Casarosa co-écrit avec Mike Jones